# Mesethmühle (Walberngrün)
Mesethmühle war ein Gemeindeteil der Gemeinde Walberngrün im oberfränkischen Stadtsteinach. Mesethmühle lag in der Gemarkung Walberngrün.

## Geschichte
Mit dem Gemeindeedikt wurde das Mühlgebäude der Mesethmühle dem 1812 gebildeten Steuerdistrikt Eppenreuth und der im selben Jahr gebildeten Gemeinde Walberngrün zugewiesen. Im Zuge der Gebietsreform in Bayern wurde Mesethmühle am 1. Januar 1972 nach Grafengehaig eingegliedert und mit der Mesethmühle der gleichzeitig eingegliederten Gemeinde Horbach zum Gemeindeteil Mesethmühle vereinigt.

### Einwohnerentwicklung
| Jahr      | 001818 | 001819 | 001861 | 001871 | 001885 | 001900 | 001925 | 001950 | 001961 | 001970 |
| Einwohner |        | *      | 16     | 19     | 19     | 9      | 14     | 11     | 9      | 2      |
| Häuser    | 2      |        |        |        | 2      | 1      | 2      | 2      | 2      |        |
| Quelle    | [ 2 ]  | [ 5 ]  | [ 6 ]  | [ 7 ]  | [ 8 ]  | [ 9 ]  | [ 10 ] | [ 11 ] | [ 12 ] | [ 13 ] |

## Religion
Mesethmühle ist evangelisch-lutherisch geprägt und gehört bis heute zur Pfarrei Zum Heiligen Geist (Grafengehaig).